# Neomuellera
Neomuellera  é um gênero botânico da família Lamiaceae

## Espécies
- Neomuellera damarensis
- Neomuellera welwitschii